# Šarenci
Šarenci ili riđe (Nymphalidae) brojna su porodica danjih leptira. Velika krila su im s gornje strane živih boja. Kad krila pri mirovanju sklope vidljiva je donja strana koja je neuglednija i često slična okolišu. Prednje noge su im zakržljale, ticala kijačasta.
Gusjenice imaju trnovite izrasline ili su kratkodlake. Kukuljica im je obično strmoglavica.

## Vrste
Dijele se u dvije skupine: prva ima valovit rub krila smeđe boje s crvenim, žutim, bijelim ili plavim pjegama, a druga skupina ima zaobljena krila crveno-smeđe boje s tamnim pjegama s gornje, a bjeličastom ili srebrnom šarom u obliku mreže s donje strane.
Najpoznatije su vrste: monarh (Danaus plexippus), afrički monarh (Danaus chrysippus), crveni šarenac (Melitaea didyma), danje paunče (Inachis io), ljepokrili admiral (Vanessa atalanta), mala riđa (Aglais urticae), mali trepetljikar (Limenitis camilla), velika modra preljevica (Apatura iris), mrtvački plašt (Nymphalis antiopa), obični šarenac (Melitaea cinxia), stričkovac (Vanessa cardui), srebrnopisana sedefica (Argynnis paphia), šumska riđa (Araschnia levana), velika sedefica (Mesoacidalia aglaja).